# Vangjel Tavo
Vangjel Llambi Tavo (in greco Βαγγέλης Τάβος?, Vaggelīs Tavos; Jorgucat, 17 dicembre 1969) è un politico albanese di etnia greca.

## Biografia
È nato il 17 dicembre 1969 a Jorgucat, villaggio della prefettura di Argirocastro, in una famiglia greca. Dopo gli studi superiori si è iscritto all'Università di Tirana, dove ha conseguito un Doctorate of Science e dove si è specializzato in ostetricia, ginecologia e laparoscopia. Tra il 1994 e il 1995 ha insegnato presso l'Università di Argirocastro "Eqrem Çabej".
Entrò nel Partito Socialista nel 1996 e alle elezioni parlamentari del 1997 è stato eletto all'Assemblea dell'Albania nella prefettura di Argirocastro, venendo rieletto più volte fino alle dimissioni nel 2019 e ricoprendo la carica di Vicepresidente dell'Assemblea dal 2009 al 2013. Nel 2010 ha lasciato il Partito Socialista in favore del Movimento Socialista per l'Integrazione di Ilir Meta in seguito ad alcuni scontri col leader del partito Edi Rama, di cui ha criticato in più occasioni l'operato soprattutto nell'ambito della gestione della pandemia di COVID-19 in Albania. Nel 2021 è rientrato nel Partito Socialista, candidandosi nuovamente alle elezioni parlamentari ma non riuscendo a venir eletto.
Tra il 2012 e il 2013 è stato Ministro della salute nel secondo governo di Sali Berisha. Il suo successore, Halim Kosova, lo ha accusato di aver consentito spese eccessive per i medicinali destinati all'ospedale universitario Madre Teresa di Tirana.
Alle elezioni per il sindaco di Himara dell'agosto 2024, svoltesi dopo l'arresto di Fredi Beleri, ha vinto col 58,62% dei voti, prevalendo sull'avversario Petraq Gjikuria. Il 30 settembre 2024 ha prestato giuramento come sindaco di Himara.

## Vita privata
Da un primo matrimonio ha avuto almeno una figlia, Eva, nata il 27 dicembre 1999 e morta a 23 anni il 28 novembre 2023 in un incidente stradale tra Tetovo e Skopje, nei pressi di Laskarci.
Successivamente si è risposato con Suela Popa, direttrice generale dell'Agenzia per lo sviluppo agricolo e rurale (AZHBR) dal 2013 al 2017.